# Asplenium belloides
Asplenium belloides är en svartbräkenväxtart som beskrevs av Cornelis Rugier Willem Karel van Alderwerelt van Rosenburgh. Asplenium belloides ingår i släktet Asplenium och familjen Aspleniaceae. Inga underarter finns listade.